# Steve Toussaint
Steve Toussaint, född 22 mars 1965, är en brittisk skådespelare och manusförfattare. Han är främst känd för sin roll som Corlys Velarion i HBO-serien House of the Dragon samt för sina roller i bland annat The Sands of Time (2010), Judge Dredd (1995) och Shooting Dogs (2005). Toussaint har rötter från Barbados men är född och uppväxt i England och har dubbelt medborgarskap.